# دير سنيد
دير سنيد هي قرية عربية فلسطينية مهجّرة تقع على بعد 12 كم إلى الشمال الشرقي من غزة، وموقع قرية دير سنيد مهم كونها تعد محطة من محطات سكة حديد رفح - حيفا بين المجدل وغزة، وفي القرية طرق ممهدة تصلها بالقرى المجاورة مثل: «هربيا» و«دمرة» و«سمسم» و«نجد»؛ ترتفع القرية 30م عن سطح البحر، وأراضيها بين وادي العبد شمالا ووادي الحسي جنوبا.
اتخذت القرية اسمها نسبة إلى آل سنيد من بطون غزية عربية، ويبدو أيضًا من التسمية أن النواة الأولى لهذه القرية كانت ديرًا فوق هذه البقعة من أراضي السهل الساحلي.
يعود تاريخ قرية دير سنيد إلى عهد الروم فيرجّح على أنها كانت مدينة عامرة ذات سور منيع، وبها دير عظيم اشتهر باسم الأسقف سنيد، واشتهرت المدينة به، وكان بها كثير من الرهبان، وحمام ودور متقنة، وكان عمران غزة متصل بها، لذلك قيل أولها دير وآخرها دير يقصد دير الروم ودير سنيد، ثم خربت وزالت نضارتها وحصانتها بسبب الحروب والمعارك التي وقعت في القرون الوسطى.
مساحة أراضيها 6.081 دونما، ومنها 483 دونما تسرب لليهود، واتخذت القرية شكل مستطيل في تنظيمها، وقد كانت بيوتها مبنية من اللبن، وقد عمل سكان دير سنيد بزراعة الحبوب في جنوب القرية وبغرس البرتقال في نحو 96 دونما من أراضيهم، وعملوا أيضا بالتجارة، وشرب سكانها من آبار القرية التي تراوح عددها 8 آبار خاصة فيها، وكان في القرية مدرسة سنة 1945م فيها معلم واحد، تدفع القرية أجرته، في عام 1945 التحق في المدرسة 63 طالب، واحتوت دير سنيد دكاكين صغيرة، ومسجد.

## سكان القرية
كان عدد سكان دير سنيد في عام 1922 نحو 356 نسمة، وارتفع العدد في عام 1931 إلى 475 نسمة، وقدر عددهم في عام 1945 بنحو 730 نسمة، وفي عام 1948 بلغ عدد سكان القرية 847 نسمة، كانوا يقيمون في 103 بيوت في عام 1931، وفي عام 1948 بلغ عدد البيوت إلى 183 بيتا في قرية دير سنيد، وفي عام 1998 قدّر عدد اللاجئين الذين تنتسب عائلاتهم إلى القرية حوالي 5200 شخص.

## احتلال القرية
في 30 تشرين أول، 1948، تم تطهير القرية عرقيا بالكامل على يد كتيبة «لواء غيفعاتي» الإسرائيلية ضمن العملية العسكرية التي عرفت ب «يوعاف»، وقد دمروا معظم بيوتها وشردوا سكانها.

## القرية اليوم
يذكر أن اليهود أنشؤوا مستعمرة “دير سنيد” على أراضي القرية أثناء الانتداب، ولكن الجيش المصري استولى عليها في حرب 1948، ثم قام الاحتلال الإسرائيلي بعدئذ باحتلال القرية العربية وتشريد سكانها وتدميرها، وبنى على أراضيها وأراضي قرية هربيا مستعمرة “ياد مُردَخاي”، كما أقام الاحتلال في ظاهر دير سنيد مستعمرة “عزر” أو “إيزر”.